# Antonín Erlebach
Antonín Erlebach (* 27. července 1937 Kladno) je bývalý český fotbalový útočník a trenér. Později působil jako funkcionář (sekretář kladenského OFS).

## Hráčská kariéra
V československé lize hrál za SONP Kladno, aniž by skóroval.

### Prvoligová bilance
| Ročník             | Zápasy | Góly | Minuty | Klub        |
| ------------------ | ------ | ---- | ------ | ----------- |
| I. liga 1961/62    | 1      | 0    | 43     | SONP Kladno |
| CELKEM I. ČS. LIGA | 1      | 0    | 43     |             |

## Trenérská kariéra
Po skončení hráčské kariéry se stal trenérem. Na přelomu 80. a 90. let 20. století vedl Kablo Kročehlavy v divizi, později trénoval Lokomotivu Kladno v ČFL.